# Albert Wursthorn
Albert Wursthorn (ur. 1954) – niemiecki skoczek narciarski reprezentujący RFN. Najlepsze wyniki w Pucharze Świata osiągnął w sezonie 1980/1981, kiedy zajął 32. miejsce w klasyfikacji generalnej.

## Puchar Świata w skokach narciarskich

### Miejsca w klasyfikacji generalnej
- sezon 1979/1980: 92.
- sezon 1980/1981: 32.